# Astronomie der Antike
Die im antiken Griechenland entwickelte Astronomie ist einerseits die Basis der heutigen Himmelskunde, andererseits stellt sie den Beginn der Naturwissenschaft überhaupt dar.
Sie fußte zwar auf den Vorstellungen und Daten der mesopotamischen Astronomie, ging aber durch eine echte wissenschaftliche Deutung der Himmelsphänomene und die Entwicklung spezieller Messinstrumente weit über sie hinaus.
Es gibt nur wenige direkte Quellen antiker Astronomen, doch werden viele Arbeiten in den Schriften griechischer Naturphilosophen zitiert oder blieben als arabische Übersetzungen erhalten, wo sie einen Ausgangspunkt der arabischen Astronomie bildeten.

## Ionische Naturphilosophie
Die Anfänge der griechischen Astronomie sind mit den Forschungen der ionischen Naturphilosophen anzusetzen. Ihr bekanntester Vertreter war Thales (Θαλῆς, ca. 624–547 v. Chr.). Der Mathematiker und Astronom gilt als der erste Philosoph und Wissenschaftler der abendländischen Tradition.
Seine astronomischen Kenntnisse erwarb er vermutlich auf einer Studienreise nach Mesopotamien und/oder Ägypten. Denn eine seiner hervorragenden Leistungen war die genaue Vorhersage der Sonnenfinsternis vom 28. Mai 585 v. Chr. in Kleinasien, während der die vorgewarnte lydische Armee den langjährigen Krieg gegen die Meder für sich entscheiden konnte. Den Saroszyklus, mit dem sich Finsternisse aller 18,03 Jahre wiederholen, hatten wahrscheinlich bereits altbabylonische oder zumindest chaldäische (neubabylonische) Priesterastronomen entdeckt.
In die frühgriechische Astronomie gingen auch mesopotamische Daten weiterer Himmelszyklen ein, wie der synodische Monat mit 29,53062 Tagen (wahrer Wert 29,53059 Tage), die genaue Jahreslänge und Ekliptikschiefe und die Umlaufzeiten der damals 5 bekannten Planeten. Für Venus und Mars waren sie auf beachtliche 0,2 Stunden bzw. 1 Stunde genau. Die hohe Präzision dieser Zahlenwerte basiert auf Messdaten über 25 Jahrhunderte, von denen noch tausende Tontafeln gefunden wurden. Durch Griechenland vermittelt, übernahm Europa auch die ägyptische 24-Stunden-Zählung, die 360° der Winkelmessung und mathematischen Methoden zur Vorausberechnung von Mond- und Planetenörtern (siehe Ephemeriden).
Thales’ Schüler und Nachfolger Anaximander hatte den revolutionären Gedanken, dass die Erde frei im Raum schwebe, während sie vorher als Insel auf dem Urmeer gedacht wurde. Dadurch und mit der von Pythagoras postulierten Kugelform der Erde eröffnete sich die Möglichkeit, ein erstes geozentrisches Weltbild zu entwickeln. Darin steht die Erde im Zentrum des Weltalls und wird von Mond, Sonne und den fünf mit bloßem Auge sichtbaren Planeten auf konzentrischen, durchsichtigen Sphären umkreist. Die äußerste Kugelschale mit dem Sternenhimmel dreht sich ganz gleichmäßig. In der populären Vorstellung besorgt dies eine Gottheit (siehe Mythos vom Sonnenwagen), während es später für den Universalgelehrten Aristoteles (384–322 v. Chr.) die Wirkung des Weltenschöpfers (Unbewegter Beweger) ist.

## Geozentrisches Weltsystem
Im homozentrischen System des Eudoxos von Knidos (ca. 395–340 v. Chr.) erfolgen alle Bewegungen auf Kreisbahnen um das Erdzentrum. Doch während die Sonne noch relativ gleichmäßig (allerdings 23,5° schräg zum Himmelsäquator) um die Erde kreist, müssen bei der Mondbahn drei merkliche Ungleichheiten ins Rechenmodell einfließen (später wurden dafür sogar 12 weitere Parameter eingeführt). Bei den Planeten wird es noch schwieriger, denn sie beschreiben jedes Jahr unter den Sternen eine mehrmonatige Schleife. Bei den äußeren Planeten ist sie durch die raschere Erdbahn um die Sonne erklärbar, wie 1543 Nikolaus Kopernikus erkannte. Für diese Zusatzbewegungen nahmen Apollonios von Perge (262–190 v. Chr.) und Hipparchos von Nikaia (190–120 v. Chr.) exzentrische Kreisbahnen mit aufgesetzten Epizykeln zu Hilfe.
Die höchste Präzision der Geozentrik erreichte hingegen erst 300 Jahre später Claudius Ptolemäus (ca. 100–160 n. Chr.). Er führte weitere Bahnneigungen der Hilfskreise sowie Ausgleichspunkte um fiktive, exzentrisch gelegene Punkte ein und bestimmte die Mondbahn als Eilinie in durchschnittlich 60 Erdradien Entfernung. Dieses Standardmodell konnte alle freiäugig messbaren Himmelsbewegungen erklären und galt unangefochten bis ins 16. Jahrhundert – womit Ptolemäus als bedeutendster Astronom aller Zeiten anzusehen ist. Das 1543 von Nikolaus Kopernikus publizierte heliozentrische Weltsystem konnte nämlich erst 1838 durch Friedrich Wilhelm Bessel endgültig bewiesen werden. Denn dass hinter der Saturnbahn eine ungeheure Leere von mehr als 4 Lichtjahren herrschen sollte, erschien auch vielen Wissenschaftlern der Neuzeit unglaubwürdig.
Ein früher Vorgänger des Kopernikus war Aristarchos von Samos (310–230 v. Chr.), der die Erde um die Sonne kreisen ließ. Er wurde der Gottlosigkeit angeklagt und büßte seine Hartnäckigkeit mit mehreren Jahren Verbannung. Ein Zwischenmodell geht auf Herakleides Pontikos (ca. 390–320 v. Chr.) zurück, bei dem die inneren Planeten Merkur und Venus um die Sonne kreisen, die sich ihrerseits wie Mond und Fixsternsphäre um die zentrale Erde drehen. Einen ähnlichen Kompromiss zwischen geo- und heliozentrischem System vertrat um 1590 auch Tycho Brahe.

## Weitere Theorien und Erkenntnisse
In der Schule der Pythagoreer wurde statt des sich drehenden Sternenhimmels über eine mögliche Erdrotation spekuliert. Diese Theorie des Hiketas von Syrakus entstand aus philosophischen und mechanistischen Überlegungen, setzte sich aber nicht allgemein durch.
Philolaos stellte sich die Bewegung der Erde gemeinsam mit einer Gegenerde, der Sonne und aller Planeten um ein mythisches Zentralfeuer vor. Die Gegenerde sei unsichtbar, weil sie der Erdkörper vor unserem Blick verdecke. Dieses pyrozentrische System begründet Philolaos u. a. mit der heiligen Zehn für die Anzahl der beteiligten Himmelskörper.
Platon formulierte eine göttliche Weltschöpfung nach dem Idealbild von Kreis und Kugel. Es wirkte weit über die Antike hinaus – und bescherte noch Johannes Kepler langjährige Zweifel, ob die Planetenbahnen wirklich Ellipsen sein könnten. Platon und die Neuplatoniker philosophierten auch über das Licht und eine mögliche Lichtmysthik.

Sein Schüler Aristoteles entwickelte die Grundlagen der antiken Physik, die bis zum Beginn der Neuzeit vorherrschte. Das Universum besitze zwei physikalisch differierende Bereiche, nämlich den sublunaren („unter dem Mond“) Bereich mit den Sphären der vier Elemente, deren unterste die Erde ist, und dem vom Element des Äthers erfüllten supralunaren („über dem Mond“) Bereich mit den Planeten (zu denen auch Sonne und Mond zählten) und den Fixsternen in jeweils eigenen Sphären.
Die schweren Materialien sinken natürlicherweise zum Weltmittelpunkt (tendieren also zum Geozentrum), die leichten steigen empor. Jede Kraft verursacht Bewegung (anstatt Beschleunigung). Dieses physikalische System wird erst durch Galilei revolutioniert.

## Physikalische Aspekte
Es wäre übertrieben, der griechischen Antike bereits den Beginn einer Astrophysik zuzuschreiben. Dennoch wurden wesentliche Überlegungen hervorgebracht:
- Die Etablierung des bis heute gültigen, gleichförmig rotierenden astronomischen Koordinatensystems
- und die Feststellung langsamer Sternbewegungen (Eigenbewegungen) in diesem System durch Hipparch
- die Entwicklung zahlreicher Messgeräte wie Astrolabium und Gnomon (Schattenstab), Groma und Dioptra (Winkelmesser mit Diopter), Chorobates (Nivelliergerät), Triquetrum, Armillarsphäre usw.
- das System der Sternhelligkeiten vom hellsten (-1. Größe) bis zu den gerade noch sichtbaren Sternen (6. Größe). Nach ihm wurde im 19. Jahrhundert eine streng logarithmische Skala definiert
- die Entdeckung der Präzession, einer langsamen Kegelbewegung der Erdachse analog den Kreiselgesetzen
- die Überlegung, was die Quelle der Sonnenenergie sein könnte. Die Sonne muss heißer als die beste Kohle brennen, würde aber selbst dann nur begrenzte Zeit leuchten. Anaxagoras (499–428 v. Chr.) kam zu dem Schluss, die Sonne müsse mindestens so heiß wie ein glühender Stein sein
- die Frage, was das himmlische Band der Milchstraße sein könnte. Demokrit (460–371 v. Chr.) hält sie für eine Ansammlung von Sternen, die einzeln unter der Sichtbarkeitsgrenze liegen